# Jan Kraeck

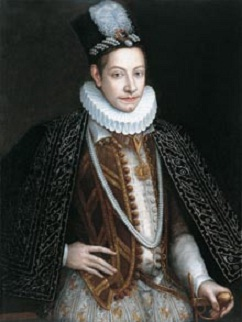
Carol Emanuel I de Savoia de Kraek

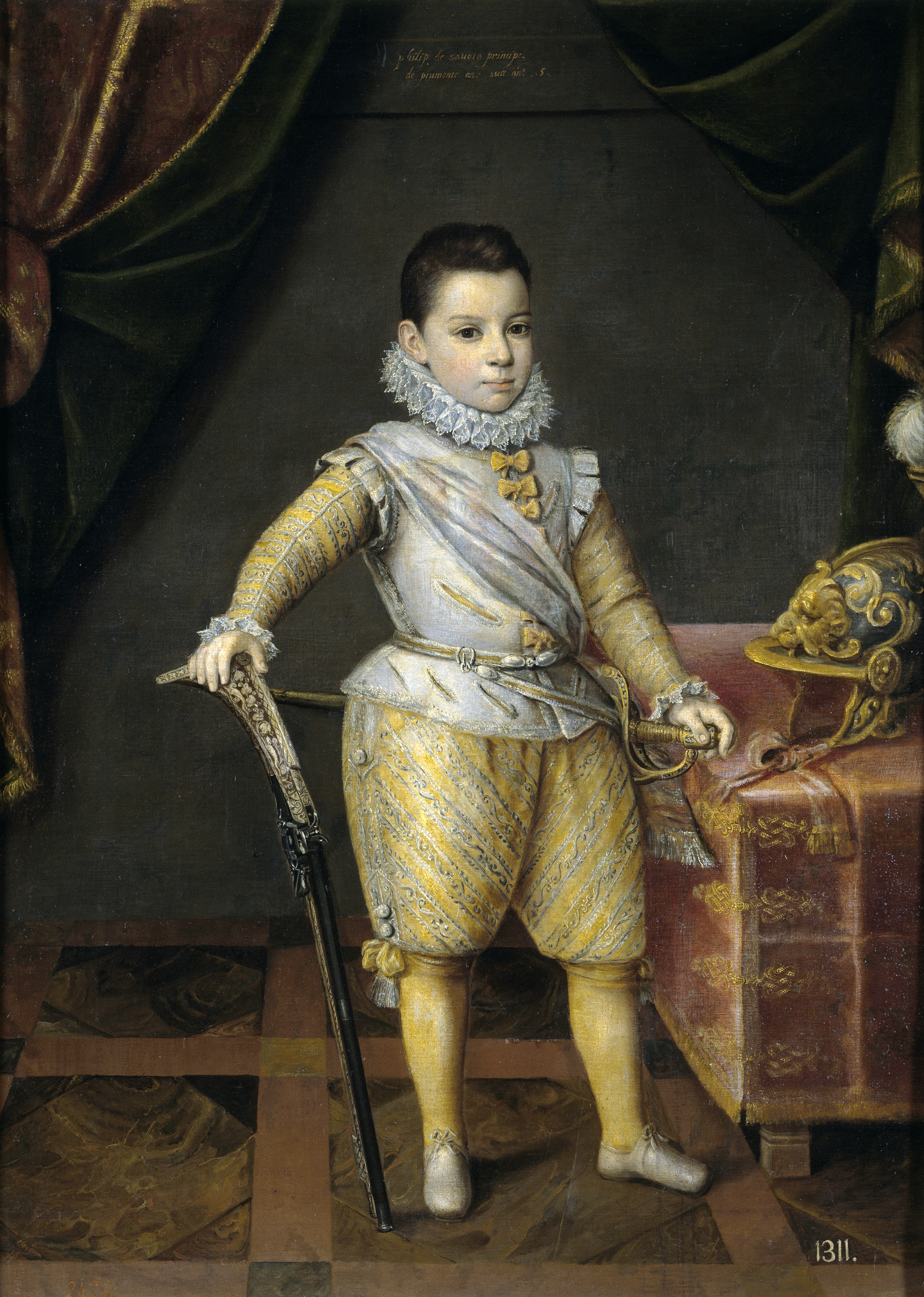
Filip Emanuel de Savoia, ala vârsta de 5 ani (1591), 128 x 91 cm, Madrid, Museo del Prado

Jan Kraeck (n. 1540, Haarlem, Țările de Jos – d. 1607, Torino, Ducatul de Savoia) a fost un pictor renascentist neerlandez care și-a stabilit cariera în Italia, la curtea regală a Casei de Savoia din Torino.

## Biografie
Potrivit lui Karel van Mander, el a fost vizitat de Hendrik Cornelisz Vroom în 1585 la Torino.
Potrivit lui RKD, el a fost socrul pictorului-arhitect Friedrich Sustris și a devenit pictor al curții lui Emanuel Philibert, duce de Savoia și după ce ducele a murit în 1580, succesorului ducele Carol Emanuel I.